# Colver
Colver ist ein census-designated place im Cambria County in Pennsylvania. Das U.S. Census Bureau hat bei der Volkszählung 2020 eine Einwohnerzahl von 904 ermittelt.

## Geschichte
Colver entstand als Gründung der zwei Unternehmer B. Dawson Coleman und John Heisley Weaver. Der Name des Ortes setzt sich aus Namensbestandteilen der beiden zusammen.
1904 eröffnete Weaver eine Kohlengrube in Possum Glory (heute Heilwood) im benachbarten Indiana County. Auch Coleman hatte im Cambria County Kohlegruben erworben. 1909 schlossen sich die beiden zusammen und erwarben eine Kohlengrube der Nanty Glo Coal Company zehn Kilometer nördlich von Ebensburg. Gleichzeitig erwarben die beiden die sich in der Nähe befindliche Blacklick-Yellow Creek Railroad (später Cambria and Indiana Railroad). Im folgenden Jahr wurde mit den Erschließungsarbeiten für die Kohlengrube der nun als Ebensburg Coal Company bezeichneten Gesellschaft begonnen. Mitte 1911 wurde die erste Kohle gefördert. Gleichzeitig war auch die Verlängerung der Bahnstrecke bis zur Kohlengrube fertiggestellt. Zur Unterbringung der Beschäftigten gründete man die Siedlungen „9 Row“, „20 Row“ und „Shantytown“.
Gleichzeitig begann man mit der Errichtung einer Siedlung für die Bergleute auf einer Anhöhe oberhalb der Mine. Im Juni 1911 waren bereits 40 Häuser errichtet und 60 weitere beauftragt sowie die Straße zur Siedlung weitgehend fertiggestellt. Die Bauarbeiten wurden von den Ingenieuren der Eisenbahn koordiniert und überwacht. Die meisten Gebäude wurden selber geplant. Für das Hotel und die presbyterianische Kirche verpflichtete man den Architekten Horace Trumbauer. Für die Wasserversorgung errichtete man bis 1914 den Vetera Damm, zehn Kilometer von Colver entfernt. Bis 1923 wurden über 400 Häuser errichtet. Die Bergarbeiter wohnten in den Häusern zur Miete. Erst ab 1947 konnten sie die Häuser erwerben.
In der Folgezeit entstanden noch zwei kleinere Siedlungen, die nicht im Besitz der Minengesellschaft waren. In Jewtown, heute Bakersville, siedelten sich verschiedene Geschäfte an. 1920 gab es zwei Lebensmittelgeschäfte, betrieben von einem Russen und einem Österreicher, ein Warenlager eines Russen und eine Bäckerei eines Italieners. Später kam noch ein Flaschenabfüllunternehmen und eine Textilreinigung dazu. In Tripoli entstanden mehrere Bars, da in Colver Alkohol nur in der Hotelbar verkauft werden durfte. Außerdem entstand der „Slovak Club“, der „Italian Club“ sowie die Versammlungshalle der Gewerkschaft.
Die Siedlung stand vollständig unter der Kontrolle der Minengesellschaft. Die verschiedenen Gewerkschaften hatten es auf Grund der guten Lebensverhältnisse der Arbeiter schwer, in Colver Fuß zu fassen. Im Sommer 1922 streikten im Rahmen eines landesweiten Bergarbeiterstreikes auch die Arbeiter in Colver. Am 21. Juli 1922 wurde deshalb der Ort durch die Nationalgarde besetzt, vorrangig um den Besitz der Minengesellschaft zu schützen.
Im gleichen Jahr endete auch die Partnerschaft zwischen Coleman und Weaver. Coleman übernahm die Mine in Colver und verkaufte gleichzeitig seinen Anteil an der C&I Railroad an die New York Central Railroad. Der Anteil Weavers an der Bahngesellschaft wurde 1948 an die Bethlehem Steel Corporation verkauft. Die Ebensburg Coal Company wurde am 1. August 1956 von der Eastern Gas and Fuel Associates erworben. Später wurde die Mine an die Peabody Coal Company verkauft.
1924 wohnten rund 2000 Menschen in Colver, bis zum Beginn des Zweiten Weltkrieges stieg die Einwohnerzahl auf 4000. Da keine neuen Häuser gebaut wurden, wohnten die Menschen in sehr beengten Verhältnissen.
Den Höhepunkt der Produktion der Mine wurde während des Zweiten Weltkrieges erreicht und hielt auch noch bis zum Beginn der 1950er Jahre an. Mit der Abnahme der Nachfrage nach Kohle und den gleichzeitigen technologischen Verbesserungen beim Abbau wurden immer weniger Arbeiter benötigt. 1978 wurde schließlich der Bergbaubetrieb eingestellt. Die C&I Railroad stellte 1990 den Betrieb nach Colver und 1994 auf der gesamten Strecke ein.
Wegen des guten Erhaltungszustandes der Bergarbeitersiedlung wurde im Juni 1994 beantragt, Colver zu einem National Historic District zu erklären.
Im Jahr 2000 wohnten 1035 Personen in 416 Haushalten. Die Bevölkerung besteht zu 99,52 % aus Weißen. 23,3 % der Einwohner waren unter 18 Jahren, 8,6 % zwischen 18 und 24, 27,5 % zwischen 25 und 44, 22,8 % zwischen 45 und 64 und 17,8 % über 65. Das mittlere einkommen betrug 23.388 $ im Jahr. 17,1 % der Einwohner leben unter der Armutsgrenze. Die meisten Bewohner arbeiten heute außerhalb von Colver.

## Stadtplanung

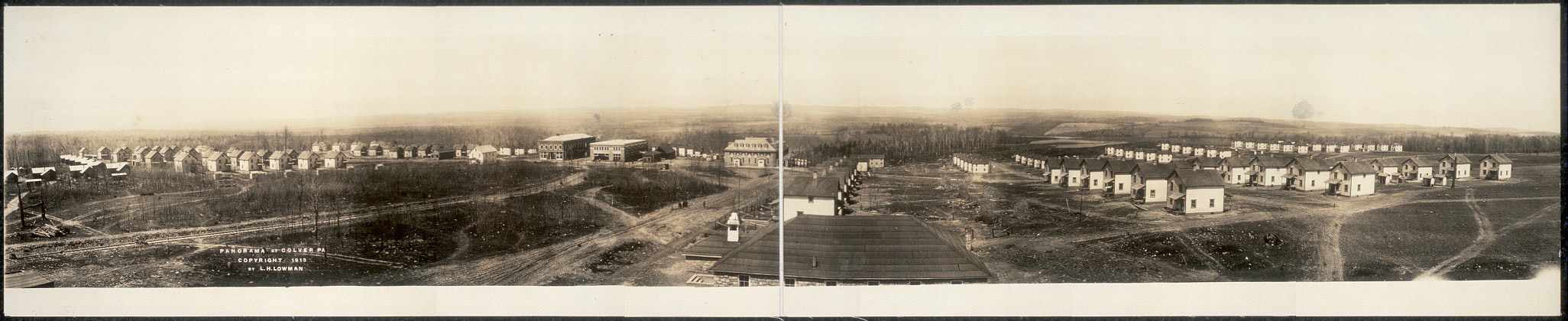
Panorama von Colver 1913

Colver ist als Werkssiedlung nach einer strengen Geometrie angelegt. Es gibt eine von Nord nach Süd führende Hauptstraße (Reese Avenue) sowie zwei weitere parallele Straßen (Coleman Avenue und Weaver Avenue). Diese schneiden insgesamt neun Straßen die nur nummeriert sind. Die Einfamilienhäuser wurden in zwei Varianten errichtet. Die Häuser der Arbeiter besaßen vier Räume und die der Angestellten sechs Räume. In der Anfangszeit lag der Wasseranschluss außerhalb der Gebäude, jeweils zwischen zwei Anwesen. Die Gebäude hatten von Anfang an einen Elektroanschluss. Durch das Unternehmen wurden Strom und Wasser kostenlos zur Verfügung gestellt. Die Häuser der Minenbeschäftigten wurden aus Holz errichtet und erhielten ab 1928 eine Verkleidung mit Asbest-Platten. Die Häuser der Beschäftigten der Bahngesellschaft waren aus Ziegel.
Weiterhin wurden durch die Bergbaugesellschaft auch verschiedene Gemeinschaftseinrichtungen errichtet. So erhielt der Ort unter anderem einen Laden, ein Kino, eine Post und ein Hotel. Zur Heizung dieser Einrichtungen sowie einiger Häuser der höheren Angestellten wurde eine Fernwärmeanlage errichtet. Zur ärztlichen Betreuung erhielt die Ansiedlung außerdem ein Krankenhaus. Weiterhin wurden drei Kirchen (presbyterianisch, römisch-katholisch und orthodox) errichtet, ein Spielplatz eingerichtet und eine Polizeistation mit Gefängnis erbaut. Für die Errichtung einer Feuerwehr, eines Orchesters, eines Schützenvereines und eines Baseballteams wurden vom Unternehmen Gelder zur Verfügung gestellt. Zur Verwaltung der einzelnen Aktivitäten gründete die Minengesellschaft Tochterunternehmen.

## Bildung
Mit der Gründung des Ortes wurde auch eine Schule errichtet. 1913 wurde das einräumige Gebäude durch einen Ziegelbau mit vier Klassenräumen ersetzt. 1921 wurden vier weitere Klassenräume und eine Aula ergänzt. Sechs Jahre später wurde ein neues größeres Schulgebäude eingeweiht. Die durch die Schulbehörde der Cambria Township errichteten Gebäude wurden mit Mitteln der Minengesellschaft mitfinanziert.

## Gesundheitswesen
Das erste Krankenhaus bestand aus zwei Sechs-Raum-Häuser. Später zog man in das frühere Verwaltungsgebäude der Minengesellschaft um. 1940 erwarb die Gewerkschaft United Mine Workers das Krankenhaus und betrieb es bis 1974.

## Wirtschaft
Als einzige Einkaufsmöglichkeit stand im Ort ein der Minengesellschaft gehörender Laden zur Verfügung. Den Beschäftigten wurde empfohlen, ihre Einkäufe ausschließlich in diesem Geschäft zu tätigen. Vielfach wurden Kreditgeschäfte direkt vom Lohn eingezogen. Erst 1963 wurde der Laden privatisiert. Heute ist das Geschäft geschlossen und es besteht nur ein kleines Nachbarschaftsgeschäft im Ort.
Für die Versorgung der Bergarbeiter mit Milch und Milchprodukten errichtete die Minengesellschaft eine Milchfarm, die bis in die 1930er Jahre bestand. Eine Tankstelle wurde 1925 errichtet.